# Haus Mauersberger

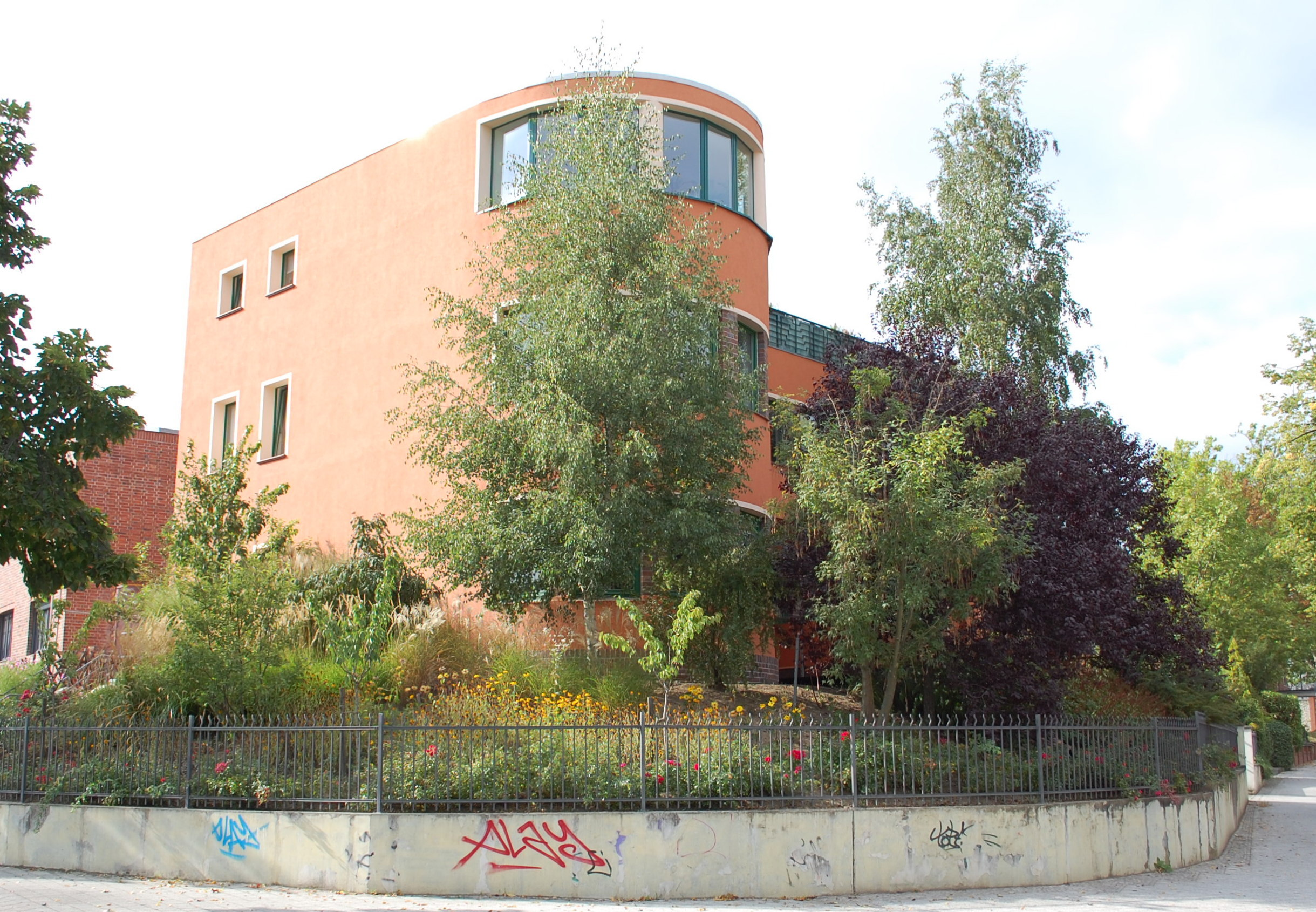
Haus Erich-Weinert-Straße 19, 2012

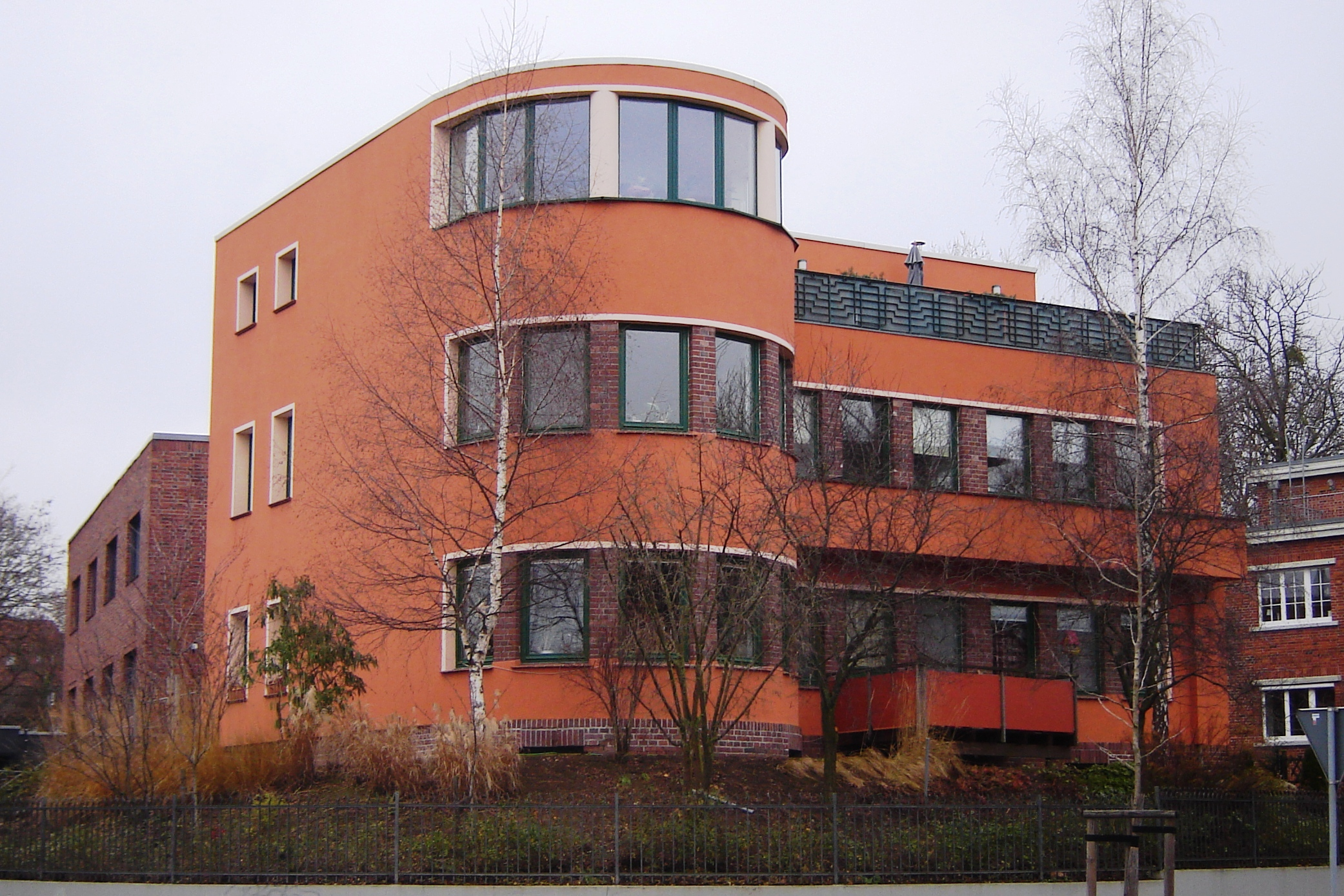
2014

Das Haus Mauersberger ist ein denkmalgeschütztes Gebäude in Magdeburg in Sachsen-Anhalt.

## Lage
Es befindet sich im Magdeburger Stadtteil Leipziger Straße etwas erhöht an der Einmündung der Humboldtstraße auf die Erich-Weinert-Straße an der Adresse Erich-Weinert-Straße 19.

## Architektur und Geschichte
Das repräsentative dreigeschossige Gebäude wurde im Jahr 1929 als Wohnhaus für den Magdeburger Kaufmann Reinhold Mauersberger errichtet, nach dem das Haus seinen Namen hat. Der Entwurf für das villenartige verputzte Haus stammte vom Schönebecker Architekten Waldemar Krause. Der kubisch wirkende Bau wird von einem Flachdach bedeckt. An der Südseite des Hauses besteht ein halbkreisförmig hervortretender Seitenflügel. Vor dem oberen Geschoss befindet sich eine gleichfalls halbrund überdachte Terrasse mit runden Stützen. Nach Norden hin schließt sich hieran ein etwas zurückgesetztes Staffelgeschoss an. Die Fensterbänder sind mit Pfeilern aus Ziegelsteinen unterteilt.
Zur Bauzeit verfügte das Gebäude im inneren über elf Zimmer die um eine zentrale Treppendiele angeordnet waren.
Das Wohnhaus gilt als bedeutendes Beispiel der Wohnhausarchitektur der Klassischen Moderne in Magdeburg. Es gehört mit den benachbarten Häusern Erich-Weinert-Straße 15, 17 und Humboldtstraße 7 zu den wichtigsten Villenensembles in der Stadt. Die Architektur orientiert sich mit den runden Fensterbändern an Erich Mendelsohn und der überdachten Terrasse mit runden Stützen an Le Corbusier.
Im Denkmalverzeichnis des Landes Sachsen-Anhalt ist das Wohnhaus unter der Erfassungsnummer 094 16793 als Baudenkmal verzeichnet.